# Alfa i Omega

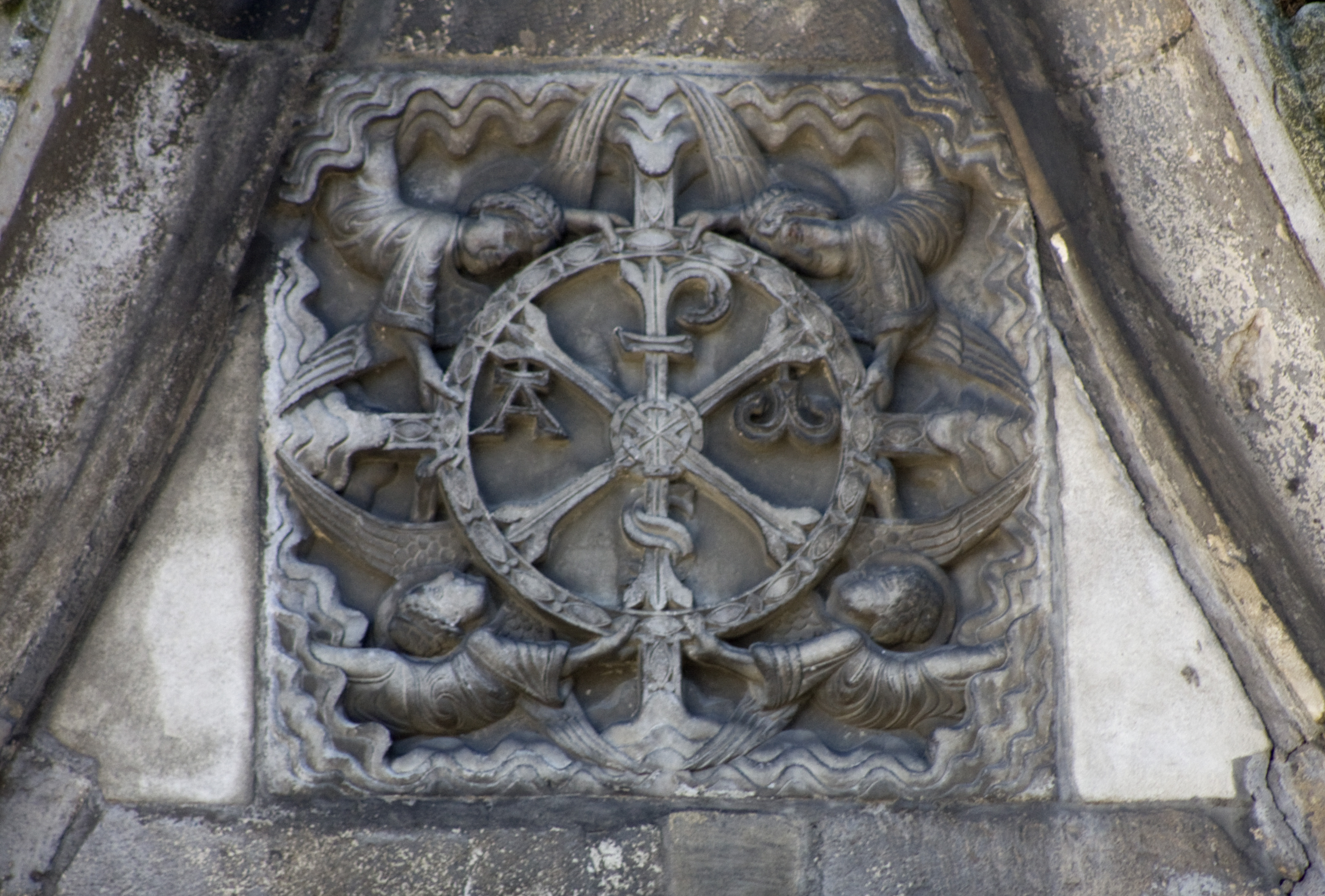
Symbol alfy i omegi w chrystogramie Chi Rho

Α i Ω (gr. τὸ Α καὶ τὸ Ω) – pierwsza i ostatnia litera klasycznego alfabetu greckiego; symbol wszechmogącego Boga jako Stwórcy i Tego, który wszystko dopełnia. W starożytności był to symbol pisarski, który odczytywano jako tajemniczą całość i obraz doskonałości, później jako symbol wszechmocy Boga. W Apokalipsie Bóg mówi: Jam Alfa i Omega, Pierwszy i Ostatni, Początek i Koniec podkreślając że nie ma sobie równego i do niego należą pierwsze i ostatnie słowo. Symbolika alfy i omegi ma również znaczenie dla filozofii Teilharda de Chardina.

## Alfa i Omega w Biblii
Symbolika alfy i omegi pochodzi z Apokalipsy św. Jana, gdzie określony w ten sposób jest Bóg (1,8; 21,6) Jezus (22,13), z dopowiedzeniami „Początek i Koniec” (1,8; 21,6; 22,13) i „Pierwszy i Ostatni” (22,13). Określenie to wyraża ideę, że świat pochodzi od Chrystusa jako Logosu i zmierza do niego jako do ostatecznego celu. Podobnie jak Α (álfa) i Ω (oméga) obejmują w ramy cały klasyczny grecki alfabet, w symbolice biblijnej Bóg Jezus jest zasadą sensu i trwania wszystkich rzeczy.
Symbolika Α i Ω pochodzi prawdopodobnie z literatury hellenistycznej i apokaliptyki religii żydowskiej. Wpływ hellenistyczny może polegać na zastosowaniu analogicznych epichorycznych formuł alfabetycznych, znanych zwłaszcza w Efezie - możliwość taką wskazał Ernest Bernard Allo w Saint Jean. L'Apocalypse (1933). Większe znaczenie ma jednak wpływ tekstów starotestamentowych, w których Bóg nazywany jest „Pierwszym i Ostatnim” (Iz 41,4; 43,10; 44,6). Mało prawdopodobny jest wpływ Talmudu, w którym występuje podobna symbolika liter hebrajskich alef i taw, rozpowszechniona później w kabale, jako że jest ona o kilkaset lat późniejsza od Apokalipsy.
Symbolika biblijna rozpowszechniła się w literaturze patrystycznej, a stała się szczególnie popularna w często stosującej alegorię kulturze wieków średnich - przykładem może być tu użycie jej w Boskiej komedii Dantego (Raj XXVI 17).

## Alfa i omega w sztuce i liturgii

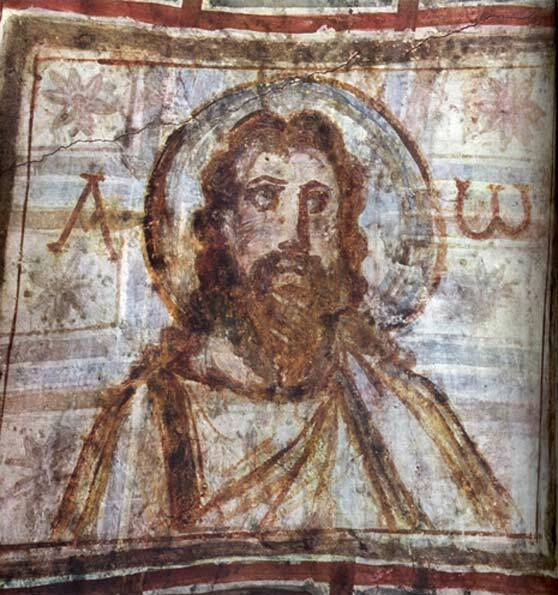
Malowidło ścienne z IV w. przedstawiające Chrystusa jako alfę i omegę

Symbol alfy i omegi pojawiał się w sztuce chrześcijańskiej od IV w. Łączył się często z symbolem krzyża i monogramem Chrystusa - połączenie takie symbolizuje mądrość Chrystusa, jego bóstwo i to, że jest on zarazem człowiekiem i Bogiem zamykającym w sobie Byt i czas.
Symbol alfy i omegi występował bardzo często w zdobnictwie starożytności chrześcijańskiej - zwłaszcza w epitafiach, gdzie był włączony w inskrypcje, oraz na przedmiotach użytkowych, takich jak monety, cegły i wazy, a także pieczęcie bulli papieskich, np. Hadriana II. Symbol alfy i omegi występował także w rzeźbie, w mozaikach, w gliptyce i w iluminacjach. W rzeźbie pojawiał się najczęściej na sarkofagach i koptyjskich stelach nagrobnych, a także na dzwonach, kamiennych ramach okien i brązowych drzwiach (bazylika św. Sabiny na Awentynie), a także na przedmiotach kultu takich jak krucyfiksy. W mozaikach symbol alfy i omegi pojawia się np. w Kościele św. Apolinarego in Classe i w baptysterium w Albendze. Przykładem wykorzystania symbolu w iluminacjach jest Sakramentarz Gelazjański z VII w.; w księgach z Brandenburga z XIII w. symbol alfy i omegi występuje natomiast na oprawie.
W średniowieczu rozpowszechnił się żywy do dziś zwyczaj umieszczania symbolu alfy i omegi na przedmiotach liturgicznych, zwłaszcza paschałach, na hostiach i obok pierwszej litery kanonu mszalnego. Symbol alfy i omegi ma oznaczać sakralność tych przedmiotów. W sztuce średniowiecza symbol ten jest natomiast rzadki, a w sztuce nowożytnej zanika. Alfa i omega powróciły do sztuki chrześcijańskiej w wieku XIX (kiedy znalazły szerokie zastosowanie na szatach liturgicznych, ołtarzach i tabernakulach) a stały się bardzo powszechne po Soborze Watykańskim II, który zalecił przywrócić symbolice alfy i omegi właściwe znaczenie i rangę, oraz w związku z ruchem odnowy liturgicznej, dążącym często do przywrócenia symboliki chrześcijaństwa starożytnego.